# Федотов, Дмитрий Афанасьевич
Дмитрий Афанасьевич Фёдотов (4 февраля 1885, Комягино, Смоленская губерния — 2 июля 1938, Хабаровск) — священнослужитель Русской православной церкви, священник Смоленской и Вяземской епархии.

## Биография
Димитрий Афанасьевич Федотов родился 4 февраля 1885 года в деревне Комягино. Родители его — крестьяне Афанасий Федотович и Параскева Агаповна Федотовы. Известно, что Дмитрий был крещен священником Иосифом Гаврииловичем Ильенковым 5 февраля 1885 года, что зарегистрировано в документах Смоленской духовной консистории, в метрических книгах церкви села Нового Вяземского уезда. Восприемниками при крещении стали жители деревни Комягино, брат и сестра Параскевы — Кирилл и Евдокия.
Окончил церковно-приходскую школу в селе Новое, где законоучителем был священник Нил Иоаннович Зазыбин, а учителем диакон Георгий Апполонович Кудрявцев. По окончании школы Дмитрий решил продолжить духовное образование в учительской семинарии в уездном городе Гжатске.
Верстах в десяти от села Дровнино, где учился Дмитрий, в уездном городе Гжатске, действовала бесплатная народная библиотека-читальня, открытая в конце 1898 года местным комитетом попечительства о народной трезвости. В библиотеке юноша познакомился с изданным в 1898—1899 гг. обращением Сергея Александровича Рачинского к студентам Казанской духовной академии «К духовному юношеству о трезвости». В нем содержалось глубокое богословское осмысление проблемы пьянства. Позже, став священником, в борьбу за трезвость включился и Дмитрий Афанасьевич Федотов.
В 1904 году Дмитрий Афанасьевич окончил церковно-учительскую семинарию, ему исполнилось девятнадцать лет. Один год он проработал учителем в селе Тимашевское Мелитопольского уезда
Таврической губернии в одноклассной церковно-приходской школе, откуда по результатам экзаменов был зачислен в Казанскую Духовную академию на двухгодичные Миссионерские Богословские курсы, которые окончил в 1907 году.
27 июня 1907 года венчался с Параскевой Андрониковой из православной крестьянской семьи в Сретенской церкви города Вязьмы. Впоследствии у них родилось 9 детей.
Был рукоположен в сан иерея.
Прекрасный каменный Никольский храм, на сегодняшний день разрушенный, был построен 1800 году на средства генерал-аншефа Петра Богдановича Пассека (сейчас село Ново-Яковлевичи Глинковского района). С 1909 по 1927 года в храме служил священник Дмитрий Афанасьевич Федотов.
И на новом месте своего иерейского служения, в Яковлевичах отец Димитрий Федотов остался активным борцом за трезвый образ жизни прихожан. Постоянный участник трезвеннического движения, обладавший большим опытом работы в отделениях Попечительства о народной трезвости, он поддержал стремление правящего архиерея Смоленской епархии организовать Смоленское Общество борьбы с алкоголизмом. Отец Димитрий и самостоятельно вел большую просветительскую работу, организовывал диспуты, проводил беседы, и не только с прихожанами церкви святителя Николая, выступал на волостных и уездных собраниях. Это самым положительным образом сказывалось на нравственном состоянии Яковлевичского прихода.
Дмитрий Афанасьевич дважды, в 1925 году и в июне 1926 года, состоял под следствием. Сначала — в связи с изъятием переписки со священнослужителями, а затем из-за проведения молебнов и крестных ходов, которые служились им, по мнению Волостного Исполнительного комитета, сверх всякой меры. Если до этого дела завершались административными взысканиями, то в 1927 году священник был арестован 22 июня 1927 года.
В 1930-м году, когда подошел срок окончания ссылки отца Димитрия в Зырянский край, дело № 49750 гр. Федотова Дмитрия Афанасьевича по отбытии срока наказания было пересмотрено. Согласно Протоколу Особого Совещания при Коллегии ОГПУ от 8 сентября 1930 года, Дмитрия Афанасьевича лишили права проживать в Московской, Ленинградской обл., Харьковском, Киевском, Одесском округах, СКК, Дагестане и Западной области. Было утверждено постановление о прикреплении его к определённому месту жительства сроком на три года (г. Сыктывкар).
В 1933 году, по возвращении из ссылки епископ смоленский и Дорогобужский Серафим, определил отца Димитрия на служение в церковь села Рождество Ельнинского района.
Продолжая служение в сельском храме, Дмитрий Афанасьевич по-прежнему не оставался в стороне от жизни Церкви. Он принимал активное участие в движении по возвращению верующим жителям Смоленска Петропавловского храма, закрытого властями в апреле 1936 года, что повлекло к очередному аресту в ночь с 21 на 22 августа 1936 года. Основными поводами для возбуждения дела против Дмитрия Афанасьевича были его активная социальная позиция и преданность священническому долгу. Это явно следует из показаний свидетелей и протоколов допросов.
Священник Дмитрий Федотов своей вины не признал и 27 марта 1937 года был приговорен по статье 58 п. 10 УК РСФСР и, согласно постановлению Особого совещания при НКВД СССР, направлен во Владивосток «первым отходящим этапом в распоряжение начальника перевалочного пункта СЕВВОСТЛАГа НКВД для направления на Колыму».
29 марта 1938 года, отбывавшего срок в Юхтинской трудовой колонии, отца Димитрия Федотова арестовали «за антисоветскую агитацию» и в дальнейшем содержали в Благовещенской тюрьме вместе с другими священнослужителями, на которых завели новые дела.
Согласно материалам обвинительного заключения от 4 апреля 1938 года «оперуполномоченный сержант Госбезопасности ТЮГАЕВ, рассмотрев 2 апреля 1938 года следственное дело бывшего Попа — заключенного …, до ареста, находившегося в заключении в Юхтинской колонии» постановил направить следственное дело по обвинению Федотова Дмитрия Афанасьевича на рассмотрение тройки УНКВД по ДВК в гор. Хабаровск.
Постановлением тройки УНКВД по Дальневосточному Краю (председатель тройки — Люшков Генрих Самойлович) от 29 апреля 1938 года Дмитрий Афанасьевич Федотов был осужден «за проведение антисоветской агитации против Соввласти» к высшей мере наказания. Приговор привели в исполнение в ночь со второго на третье июня 1938 года. В возрасте 53 лет в 1938 году был расстрелян.
В июне 2010 г. с благословения Преосвященнейшего Феофилакта, епископа Смоленского и Вяземского в ограде часовни установлен Поклонный крест, а на самой часовне укреплены памятные доски с историей церкви св. Николая и историей служения о. Димитрия (Федотова), а 26 октября 2010 года прошло освящение мемориальных досок священнику Димитрию Афанасьевичу Федотову и храмоустроительнице Марфе Петровне Пассек в селе Ново-Яковлевичи Глинковского района.
24 июня 2011 года в деревне Рождество Ельнинского района Смоленской области настоятелем Свято-Ильинского храма (г. Ельня) отцом Михаилом и иеромонахом Рафаилом (Ивочкиным) был проведен чин освящения Поклонного креста на месте разрушенного православного храма Покрова Пресвятой Богородицы.